# Condado de Idaho
O Condado de Idaho é um dos 44 condados do Estado americano do Idaho. A sede do condado é Grangeville, que é também a sua maior cidade. O condado tem uma área de 22 021 km² (dos quais 46 km² estão cobertos por água), uma população de 15 511 habitantes, e uma densidade populacional de 0,7 hab/km² (segundo o censo nacional de 2000). O condado foi fundado em 1907. Recebeu o seu nome a partir de um barco a vapor homónimo que navegava no rio Columbia.